# Kimberly McCarthy
Kimberly LaGayle McCarthy (11 de mayo de 1961 - 26 de junio de 2013) fue una reclusa estadounidense condenada a muerte por el asesinato durante un robo de su vecina; una profesora universitaria jubilada de 71 años de edad, Dorothy Booth, en su casa en Lancaster, Texas. Ella también era la sospechosa del asesinato de otras dos ancianas en Texas, pero nunca fue juzgada por esos crímenes.
La ejecución fue la número 500 en ser aplicada por el estado de Texas desde la reinstauración de la pena capital a nivel nacional.

## Primeros años
Kimberly McCarthy nació el 11 de mayo de 1961, en Greenville, Texas. Ella trabajó como terapeuta ocupacional en un hogar de ancianos. Estuvo brevemente casada con el fundador del Nuevo Partido Pantera Negra, Aaron Michaels, con quien tuvo un hijo. Durante su vida adulta, desarrolló una adicción con el crack. En 1990, fue declarada culpable de falsificación, y también tenía condenas por prostitución y robo de servicios.

## Crimen
El 21 de julio de 1997, McCarthy habría tocado a la puerta de casa de su vecina, una exprofesora de psicología de la universidad El Centro College, Dorothy Booth de 71 años, diciéndole que necesitaba un poco de azúcar. Los fiscales alegaron que la verdadera intención de McCarthy fue de robar a Booth. Después de que McCarthy entró en la casa de Booth, ella la apuñaló cinco veces con un cuchillo de carnicero, la golpeó con un candelabro, y le cortó el dedo anular para robar su anillo de bodas de diamante. McCarthy luego robó el bolso de Booth y su Mercedes-Benz y empeñó el anillo de diamantes con el fin de comprar crack.
El día después del asesinato de Booth, McCarthy fue acusada de asesinato. La evidencia mostró que McCarthy utilizó las tarjetas de crédito de Booth en una tienda de licores y tenía en su posesión la licencia de conducir de Booth. El ADN de Booth también se encontró en el arma del crimen, que la policía recuperó en casa de McCarthy.
En 1998, McCarthy fue condenada por un jurado en el condado de Dallas, por asesinar a Booth. Durante la audiencia de la sentencia, los fiscales presentaron pruebas alegando de que McCarthy también habría asesinado a otras dos mujeres de edad avanzada en el condado de Dallas en diciembre de 1988, Maggie Smith de 81 años y Jettie Lucas de 85 años de edad, con el fin de comprar cocaína. McCarthy fue acusada pero nunca condenada por esos asesinatos. El 24 de noviembre de 1998, McCarthy fue condenada a morir por inyección letal por el asesinato de Booth.
McCarthy apeló con éxito su sentencia en 2002, pero posteriormente fue re-probada y fue re-sentenciada a muerte el 1 de noviembre de 2002.

## Ejecución

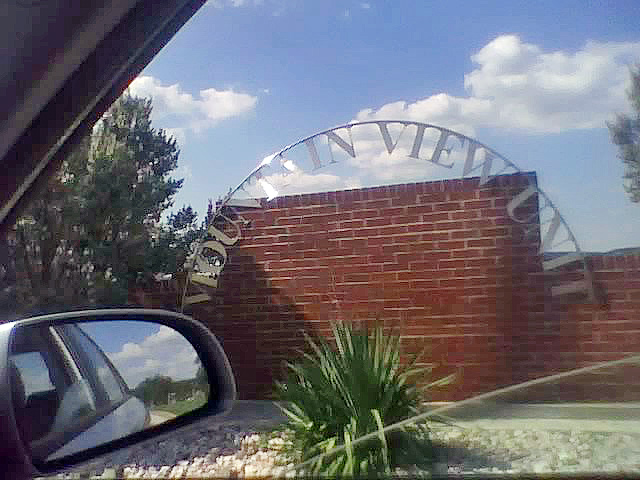
La Unidad Mountain View tiene el corredor de la muerte estatal para mujeres de Texas

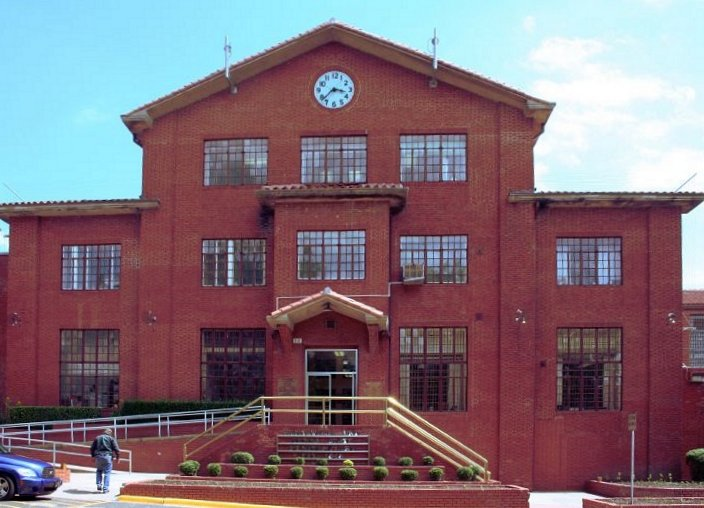
La Unidad de Huntsville tiene la cámara de ejecución del estado de Texas

Después de que su apelación federal final fue negada en julio de 2012, su fecha de ejecución se fijó para el 29 de enero de 2013. Dos indultos retrasaron su fecha de ejecución al 26 de junio de 2013. McCarthy continuó declarando su inocencia, y declaró que ella estaba siendo incriminada por el asesinato.
El miércoles 26 de junio de 2013 McCarthy fue ejecutada por medio de una inyección letal en la Unidad de Huntsville, convirtiéndose en la persona número 500 en ser ejecutada por el estado de Texas. Sus últimas palabras fueron: "Esto no es una pérdida, es una victoria. ¿Saben adónde voy? Me voy a casa para estar con Jesús. Mantener la fe".
La ejecución fue la número 500 en ser aplicada por el estado de Texas desde la reinstauración de la pena capital a nivel nacional en 1976. Solo otras 3 mujeres además de McCarthy habían sido ejecutadas en dicho estado desde 1976. Esas mujeres fueron Karla Faye Tucker, Betty Lou Beets y Frances Newton.